# Unia Unitarian z Khasi
Unia Unitarian z Khasi (w oryginale: Khasi Unitarian Union, w skrócie KUU) – organizacja zrzeszająca unitarian z Wzgórz Khasi na północy Indii. Należy do niej 9000 członków w 34 kongregacjach i 5 wspólnotach. Wydaje miesięcznik "U Nongwad" w dialekcie Khasi i kwartalnik "ICUC Bulletin" w języku angielskim. Jest członkiem ICUC oraz ICUU.